# Levante Unión Deportiva 2014-2015
Questa voce raccoglie le informazioni riguardanti il Levante Unión Deportiva nelle competizioni ufficiali della stagione 2014-2015.

## Maglie e sponsor
| Casa | Trasferta | Terza divisa |

## Rosa
Rosa aggiornata al 29 settembre 2014.
| N. |                    | Ruolo | Calciatore          |
| -- | ------------------ | ----- | ------------------- |
| 1  | Spagna (bandiera)  | P     | Jesús Fernández     |
| 2  | Spagna (bandiera)  | D     | Iván López          |
| 3  | Spagna (bandiera)  | D     | Toño                |
| 4  | Spagna (bandiera)  | D     | David Navarro       |
| 6  | Grecia (bandiera)  | D     | Loukas Vyntra       |
| 7  | Spagna (bandiera)  | A     | David Barral        |
| 8  | Marocco (bandiera) | C     | Nabil El Zhar       |
| 9  | Brasile (bandiera) | A     | Rafael Martins      |
| 10 | Spagna (bandiera)  | A     | Ruben García        |
| 11 | Spagna (bandiera)  | C     | José Luis Morales   |
| 12 | Spagna (bandiera)  | D     | Juanfran (capitano) |
| 13 | Spagna (bandiera)  | P     | Diego Mariño        |
| 15 | Grecia (bandiera)  | D     | Nikolaos Karabelas  |
| 17 | Spagna (bandiera)  | C     | Jordi Xumetra       |

| N. |                       | Ruolo | Calciatore         |
| -- | --------------------- | ----- | ------------------ |
| 18 | Spagna (bandiera)     | A     | Víctor Casadesús   |
| 19 | Spagna (bandiera)     | D     | Pedro López        |
| 20 | Spagna (bandiera)     | C     | Víctor Pérez       |
| 21 | Austria (bandiera)    | C     | Andreas Ivanschitz |
| 22 | Mali (bandiera)       | C     | Mohamed Sissoko    |
| 23 | Senegal (bandiera)    | C     | Papa Diop          |
| 24 | Mozambico (bandiera)  | C     | Simão Mate Junior  |
| 26 | Spagna (bandiera)     | C     | Víctor Camarasa    |
| 28 | Spagna (bandiera)     | D     | Iván Ramis         |
| 35 | Spagna (bandiera)     | P     | Javi Jiménez       |
| 37 | Spagna (bandiera)     | C     | José Mari          |
| 38 | Nigeria (bandiera)    | C     | Kalu Uche          |
| 39 | Costa Rica (bandiera) | A     | Bryan Ruiz         |
| 42 | Spagna (bandiera)     | C     | Verza              |

## Risultati

### Primera División

#### Girone d'andata
| Arbitro: | Pedro Jesús Perez Montero |

|                                      |           |  |
| Aduriz 32’ Iturraspe 51’ Muniain 76’ | Marcatori |  |

| Malaga 13 settembre 2014, ore 18:00 CEST 3ª giornata | Malaga            | 0 – 0 referto | Levante | La Rosaleda (19.710 spett.)\| Arbitro: \| Jesus Gil Manzano \| |
| Arbitro:                                             | Jesus Gil Manzano |               |         |                                                                |

| Arbitro: | Ignacio Iglesias Villanueva (Comitato galiziano) |

|  |           |                                                                    |
|  | Marcatori | 13’ (rig.), 61’ C. Ronaldo 38’ Hernández 66’ J. Rodríguez 82’ Isco |

| Arbitro: | Vicandi Garrido |

|                           |           |            |
| Casadesús 58’ Morales 74’ | Marcatori | 73’ Parejo |

| Arbitro: | Alfonso Álvarez Izquierdo |

|                              |           |             |
| Griezmann 18’, 48’ Godín 82’ | Marcatori | 62’ El Zhar |

#### Girone di ritorno
| Arbitro: | Hernández Hernández |

|  |           |                 |
|  | Marcatori | 48’, 90’ Aduriz |

| Arbitro: | Mario Melero López (Comitato andaluso) |

|                                                  |           |  |
| Neymar 17’ Messi 38’, 59’, 65’ (rig.) Suárez 73’ | Marcatori |  |

| Arbitro: | Pedro Jesús Pérez Montero (Comitato andaluso) |

|               |           |  |
| Bale 18’, 40’ | Marcatori |  |

| Arbitro: | Iglesias Villanueva |

|                                             |           |  |
| Paco Alcácer 16’ Feghouli 36’ Negredo 90+3’ | Marcatori |  |

| Arbitro: | Alejandro José Hernández Hernández |

|                     |           |                            |
| Barral 32’ Uche 63’ | Marcatori | 35’ Siqueira 80’ F. Torres |

### Coppa del Re
| Arbitro: | Hernández (Comitato di Las Palmas) |

|                      |           |  |
| Juampi 16’ Horta 79’ | Marcatori |  |

| Arbitro: | González (Comitato castiglianoleonese) |

|                             |           |                     |
| Barral 70’ 73’ Juanfran 84’ | Marcatori | 22’ Horta 38’ Recio |

## Statistiche
Statistiche aggiornate al 23 maggio 2015.

### Statistiche di squadra
| Competizione | Punti | In casa | In casa | In casa | In casa | In casa | In casa | In trasferta | In trasferta | In trasferta | In trasferta | In trasferta | In trasferta | Totale | Totale | Totale | Totale | Totale | Totale | DR  |
| Competizione | Punti | G       | V       | N       | P       | Gf      | Gs      | G            | V            | N            | P            | Gf           | Gs           | G      | V      | N      | P      | Gf     | Gs     | DR  |
| ------------ | ----- | ------- | ------- | ------- | ------- | ------- | ------- | ------------ | ------------ | ------------ | ------------ | ------------ | ------------ | ------ | ------ | ------ | ------ | ------ | ------ | --- |
| Liga BBVA    | 37    | 19      | 6       | 6       | 7       | 20      | 30      | 19           | 3            | 4            | 12           | 14           | 37           | 38     | 9      | 10     | 19     | 34     | 67     | -33 |
| Totale       | -     | 19      | 6       | 6       | 7       | 20      | 30      | 19           | 3            | 4            | 12           | 14           | 37           | 38     | 9      | 10     | 19     | 34     | 67     | -33 |